# Samen (volk)

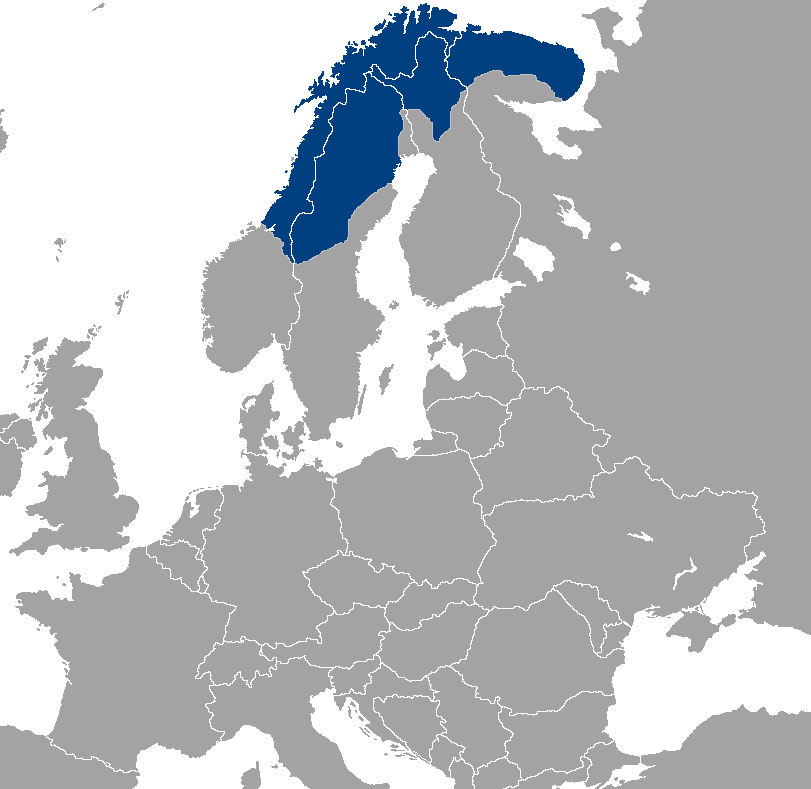
Lapland, het woongebied van de Samen

De Samen of Sami (Noord-Samisch: Sápmelaččat) zijn een van oorsprong nomadisch volk dat het Noord-Europese Lapland bewoont. Ze waren vroeger ook bekend onder de naam Lappen, een term die door de Samen als beledigend wordt ervaren.
Ze bezitten tegenwoordig in zowel Noorwegen, Zweden als Finland een eigen parlement, het Sameting, dat bij de nationale overheden van de staten waaronder Lapland ressorteert, inspraak heeft in zaken die de Samen en hun woongebied betreffen. De meeste Samen wonen in Noorwegen, zo'n 50.000. In Zweden zijn dat er ongeveer 20.000, in Finland 6.000 en in Rusland 1.800.
Volgens het Europees Bureau voor Minderheidstalen zijn er 70.000 tot 100.000 Samen, van wie minder dan 20.000 Samisch spreken. Er bestaat geen Samische standaardtaal. Het gesproken Samisch kent vele, sterk verschillende, varianten verdeeld over een aantal aparte talen. Het Samisch is verwant aan het Fins en Estisch en behoort tot de Finoegrische taalfamilie.
Een deel van de Samen leefde traditioneel als nomaden die rendierkudden volgden in hun jaarlijkse voedseltrek. De rendieren leverden de Samen melk, vlees en huiden. Bovendien deden ze dienst als trekdier voor de slede, het vervoermiddel bij uitstek in dit gebied. Andere Samen leefden traditioneel van de visserij, met name aan de Noorse kust. Ook de jacht was een belangrijke bezigheid.
De nomadische Samen woonden in tenten (lavvu) die gemakkelijk af te breken en te vervoeren waren. Alleen in de winter bleven de Samen en rendieren op één plaats. In plaats van in tenten leefden ze dan in lage koepelvormige hutten, die met aarde bedekt werden om ze tegen de strenge vrieskou te beschermen. Verder naar het zuiden bestond de traditionele behuizing uit vierkante houten hutten.
Vanaf de 17e eeuw is de levenswijze van de Samen sterk veranderd. Slechts een klein percentage leidt nog een nomadisch bestaan, en dan doorgaans nog slechts een deel van het jaar. De meeste Samen hebben zich als visser, landbouwer of zelfstandige ondernemer gevestigd of hebben een reguliere baan. Sommigen van de Samen zijn volledig opgegaan in de Scandinavische samenleving en hun leven verschilt tegenwoordig in weinig opzichten van dat van andere Scandinaviërs, maar een belangrijk deel van hen streeft ernaar om de eigen cultuur en taal te ontwikkelen. In het dagelijkse leven dragen ze waterdichte pakken van Gore-tex, maar de traditionele kleurige kleding wordt meer en meer tot de folklore gerekend, evenals de traditionele muziek van de Samen, de zogenaamde joik. Voor het hoeden van de rendieren gebruiken ze sinds de jaren-1960 sneeuwscooters en sinds de jaren-2000 ook GPS.
Samen worden politiek vertegenwoordigd in drie Samische parlementen: in het Sameting in Karasjok (Noorwegen), het Samisch parlement van Finland in Inari (Finland) en in Kiruna (Zweden).

## Afbeeldingen

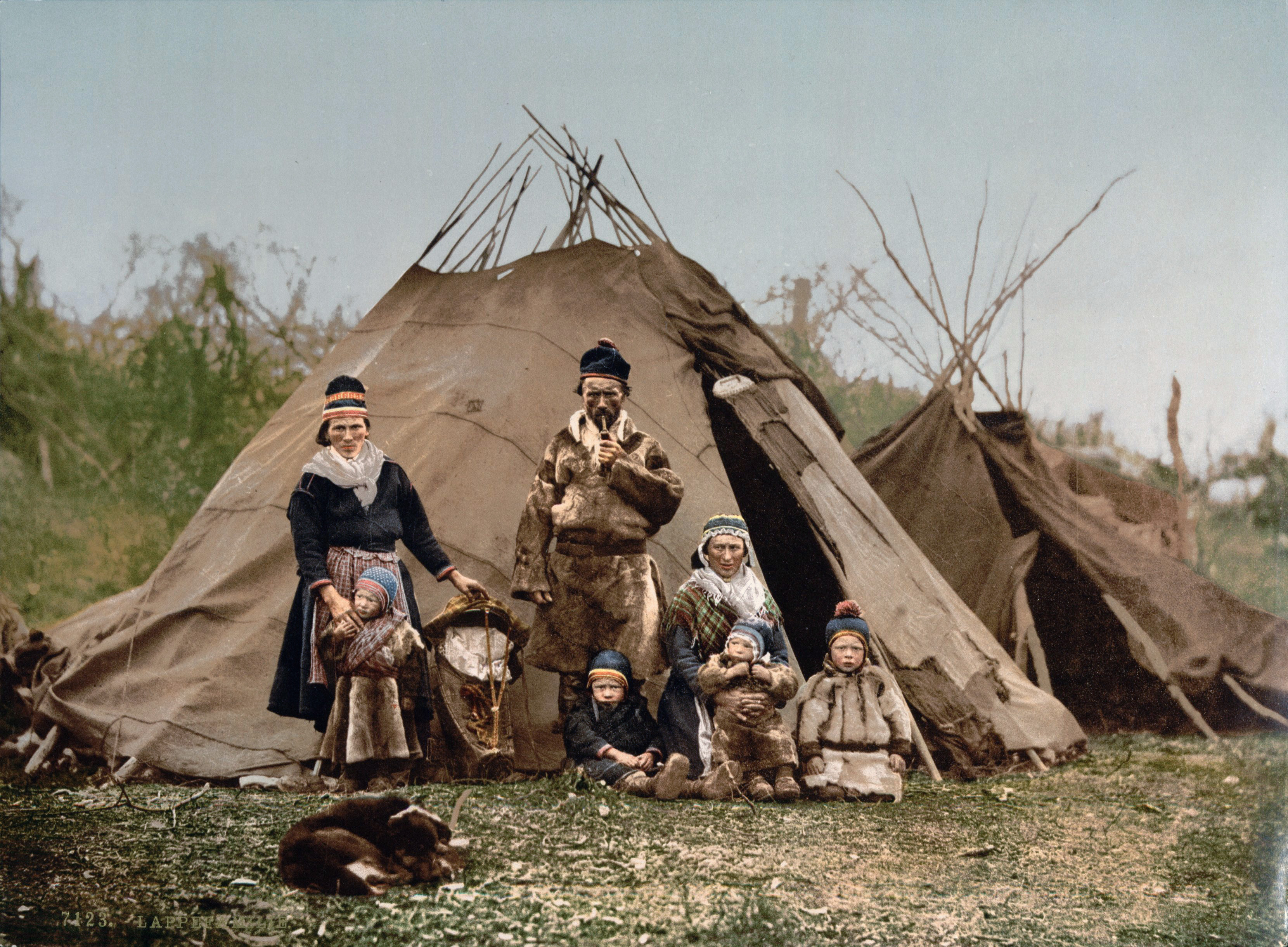
Een Samische familie (ca. 1900)
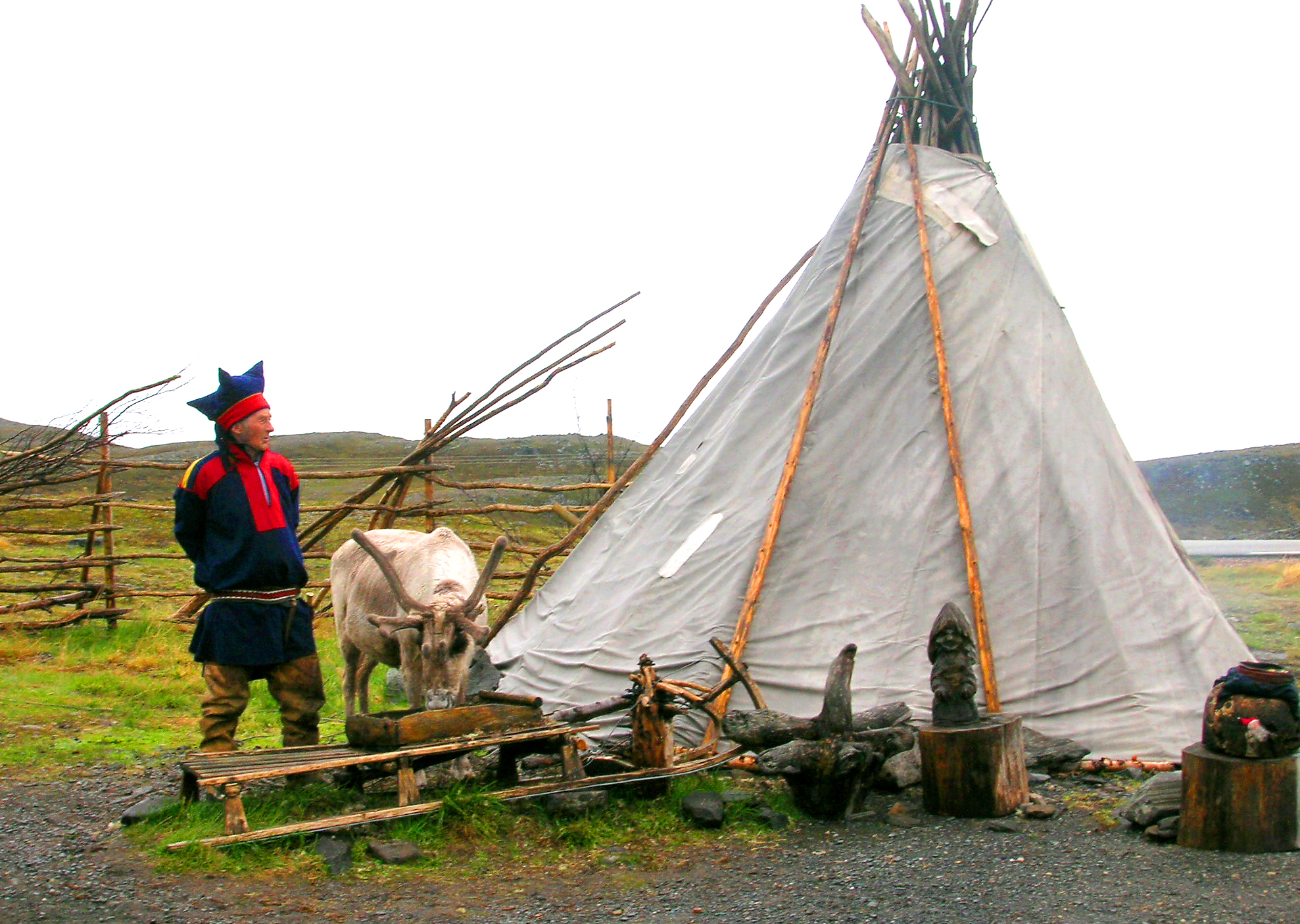
Samische man in traditionele klederdracht
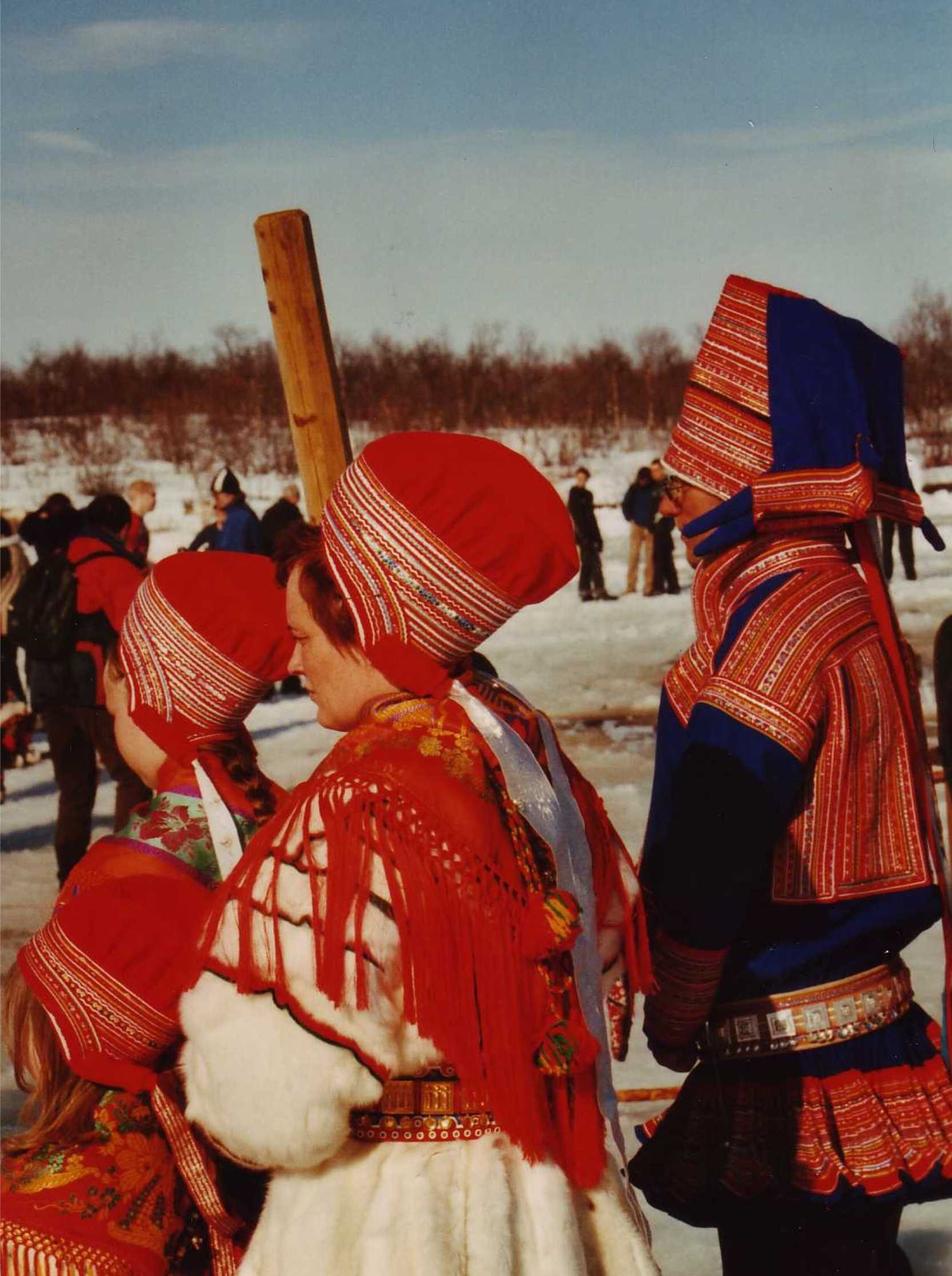
Samische familie in traditionele klederdracht
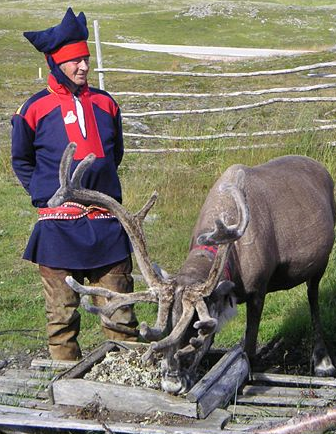
Man met rendier
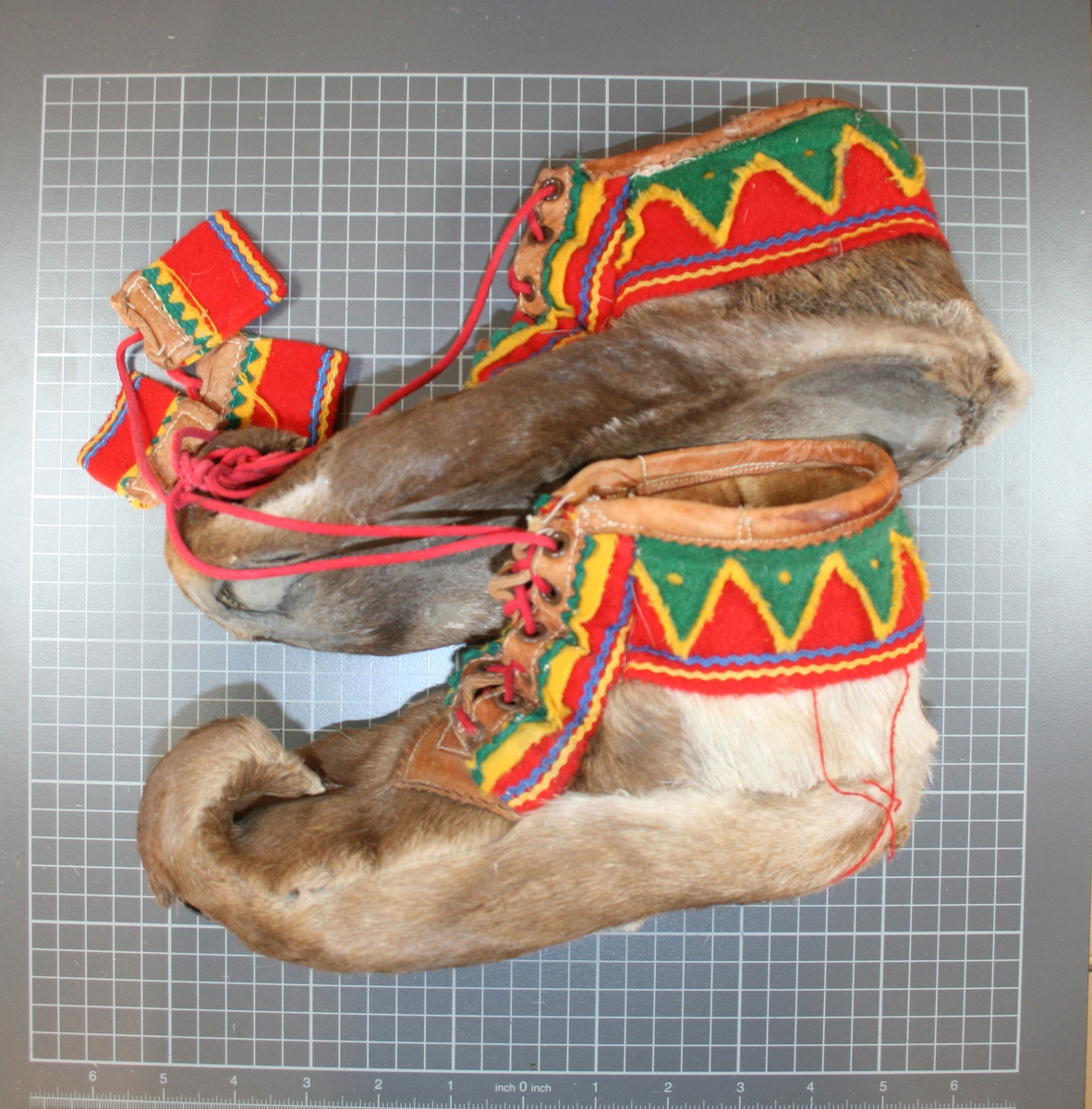
Schoenen van rendierleer
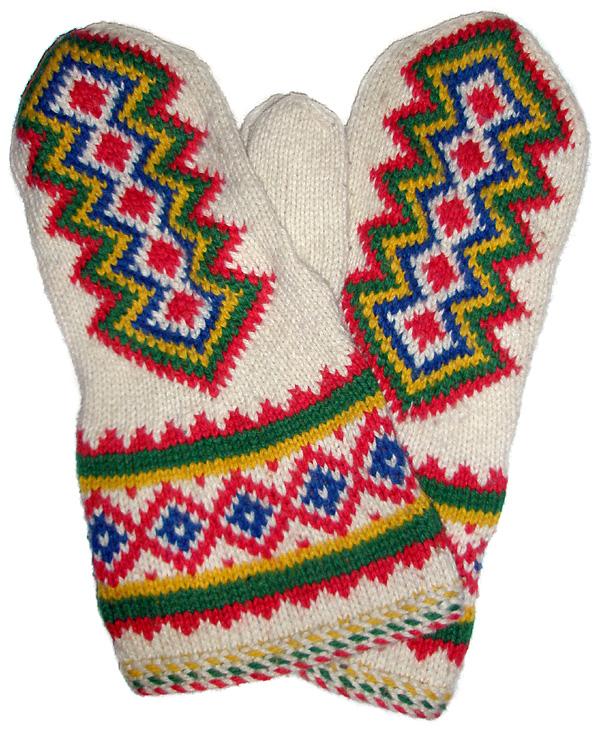
Samische wanten
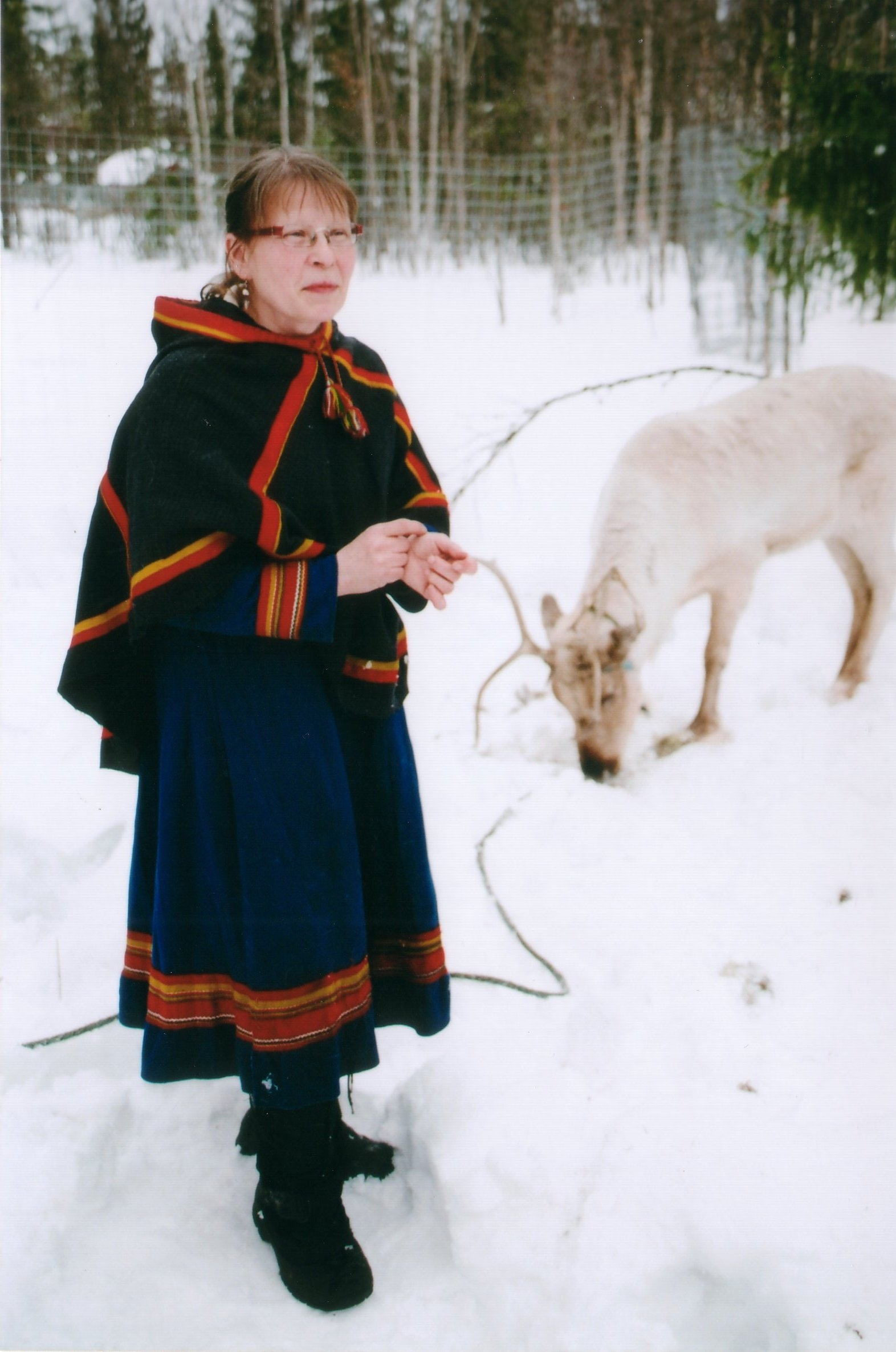
Samische vrouw met rendier (Zweeds gebied van Lapland)